# Elektrėnai
Elektrėnai ( escoltar (?·pàg.)) és una ciutat de Lituània amb prop de 14.000 habitants. Des de l'any 2000 és la capital del municipi d'Elektrėnai. Està situada entre les dues ciutats més grans de Lituània: Vílnius i Kaunas.

## Història

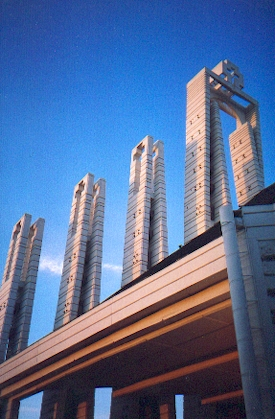
Església d'Elektrėnai

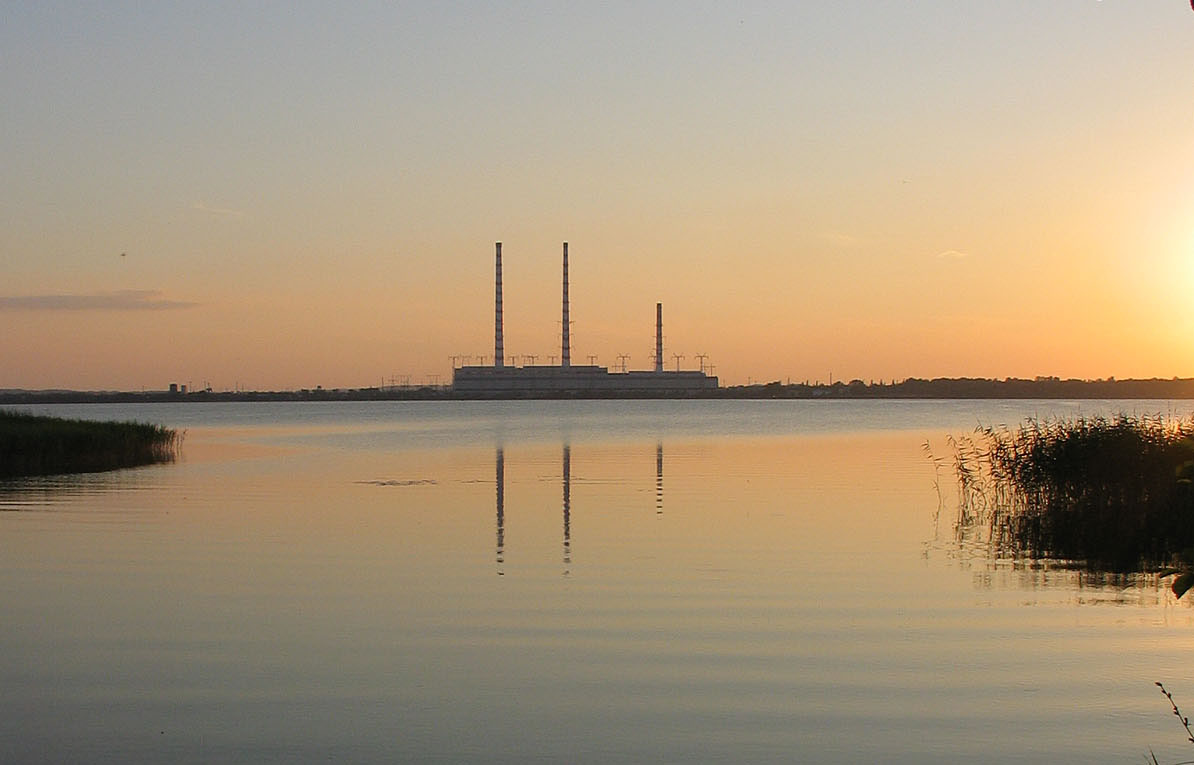
Pantà d'Elektrėnai amb la central elèctrica al fons.

Elektrėnai és una de les noves ciutats de Lituània. Es va construir durant els temps soviètics com l'espai per habitar dels treballadors de la central elèctrica propera. El nom de la nova de la ciutat es deriva de la paraula "elektrinė" (central elèctrica). La majoria dels edificis a Elektrėnai són grans projectes d'habitatge en blocs construïts durant l'època soviètica, i no hi ha edificis històrics. La ciutat, tanmateix, està a prop del pantà d'Elektrėnai, un llac artificial que es va crear per tal de refredar la central elèctrica d'Elektrėnai. L'aigua està diversos graus més calent que la dels altres llacs propers.

## Hoquei sobre gel
Elektrėnai és ben coneguda per la seva tradicció d'hoquei sobre gel. Durant un període força llarg de temps va ser l'única ciutat a Lituània amb una pista de patinatge ben equipat, el Palau de Gel d'Elektrėnai. Dos NHL jugadors -Darius Kasparaitis i Dainius Zubrus- van néixer a la ciutat i van ser entrenats per Aleksey Nikiforov, un famós entrenador que actualment resideix a Long Island. L'equip local d'hoquei sobre gel, l'Energija, va jugar a la lliga letona. Habitants d'Elektrėnai constitueixen una part considerable de la selecció nacional d'hoquei sobre gel.